# Aysha boraceia
Aysha boraceia là một loài nhện trong họ Anyphaenidae.
Loài này thuộc chi Aysha. Aysha boraceia được Antonio D. Brescovit miêu tả năm 1992.